# Upgrade U
"Upgrade U" é uma canção de R&B escrita por Beyoncé Knowles, Sean Garrett,Solange Knowles, Angela Beyince, Shawn "Jay-Z" Carter, MK,Makeba, Willie Clarke e Clarence Reid, para o segundo álbum solo de estúdio de Beyoncé, B'Day (2006). É seu quarto lançamento com Jay-Z, que faz participação na canção.

## História e lançamento
"Upgrade U" foi produzida por Swizz Beatz , Cameron Wallace, e Beyoncé.Foi gravado no Sony Music Studios , em Nova York.T.I era para ser o convidado original na música,no entanto, ele não foi capaz de gravar seu verso da música devido a um contratempo.Em último caso,Jay-Z foi escolhido como o artista participante,sendo "Upgrade U" sua segunda colaboração com Knowles em B'Day - a primeira foi "Déjà Vu" (2006).A canção foi lançada como um single promocional de doze polegadas em 27 de novembro de 2006, nos Estados Unidos apenas.

## Sobre a música
"Upgrade U" é uma canção de hip hop, com influências de pop, soul,e R & B moderno.De acordo com a partitura publicada no Musicnotes.com por EMI Music Publishing, a canção é definida na chave de D menor, com 92 batimentos por minuto no tempo comum.Os vocais de Knowles vão desde a nota de G♯3 a E5.A canção apresenta um cenário synth-chifre, bem como um bounce- baseado nas batidas com palmas.Como a maioria das faixas do álbum, a batida é reforçada pela bateria eletrônica Roland TR-808,enquanto a música também apresenta um baixo pesado. "Upgrade U" possui amostras da canção de Betty Wright "Girls can't do what the guys do",de 1968,composta por Willie Clarke e Clarence Reid.Sal Cinquemani da Slant Magazine observou que havia semelhanças entre "Upgrade U" e as canções da era do Destiny's Child,no sentido que "Upgrade U" poderia ser um hino feminino de "auto-capacitação".De acordo com Mike Joseph de PopMatters, "Upgrade U" contém "a química natural" que Knowles e Jay-Z tem na vida real. O conceito da música gira em torno de uma mulher que oferece luxos á um homem, para atualizar o estilo de vida e a reputação deste último,semelhante ao conceito de "Suga Mama", outra faixa do B'Day.Da mesma forma, Phil Harrison da Timeout comentou que a canção tem um estranho clima de negócios,colocando o amor como se fosse um jogo de negociações.

## Formatos e faixas
Single 12" 1
1. "Upgrade U" (versão do álbum) – 4:32
2. "Upgrade U" (instrumental) - 4:32
3. "Upgrade U" (versão do álbum, sem rap) - 4:02
4. "Upgrade U" (a capella) - 4:32

Single 12" 2
1. "Upgrade U" (versão do álbum) – 4:32
2. "Creole" - 3:53
3. "Lost Yo Mind" – 3:47
4. "Back Up" - 3:27

Remixes
1. "Upgrade U" (Versão Original) (participação de T.I.)
2. "Upgrade U" (Rap de Beyoncé)